# گون مور
گون مور (به انگلیسی: Gwen Moore) نمایندهٔ حوزه انتخابیه چهارم ویسکانسین از حزب دموکرات ایالات متحده آمریکا در مجلس نمایندگان ایالات متحده آمریکا است که برای نخستین‌بار در ۲۰ ژانویه ۲۰۰۵ میلادی به‌عضویت این مجلس درآمد.